# Crevasse

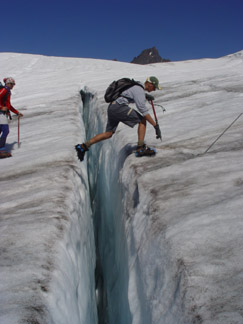
Cruzando una crevasse en el glaciar Easton, monte Baker, en las North Cascades, estado de Washington (Estados Unidos)

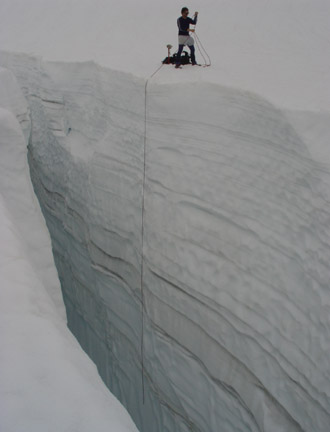
Midiendo el espesor del hielo en una crevasse (glaciar Easton)

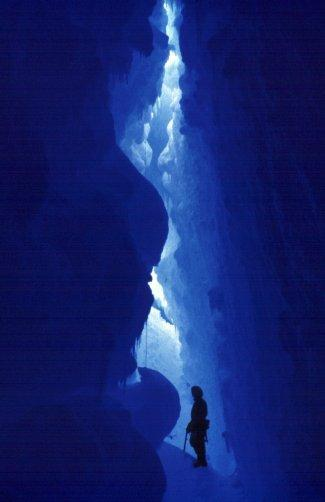
Explorando el alto de una crevasse en la Antártida

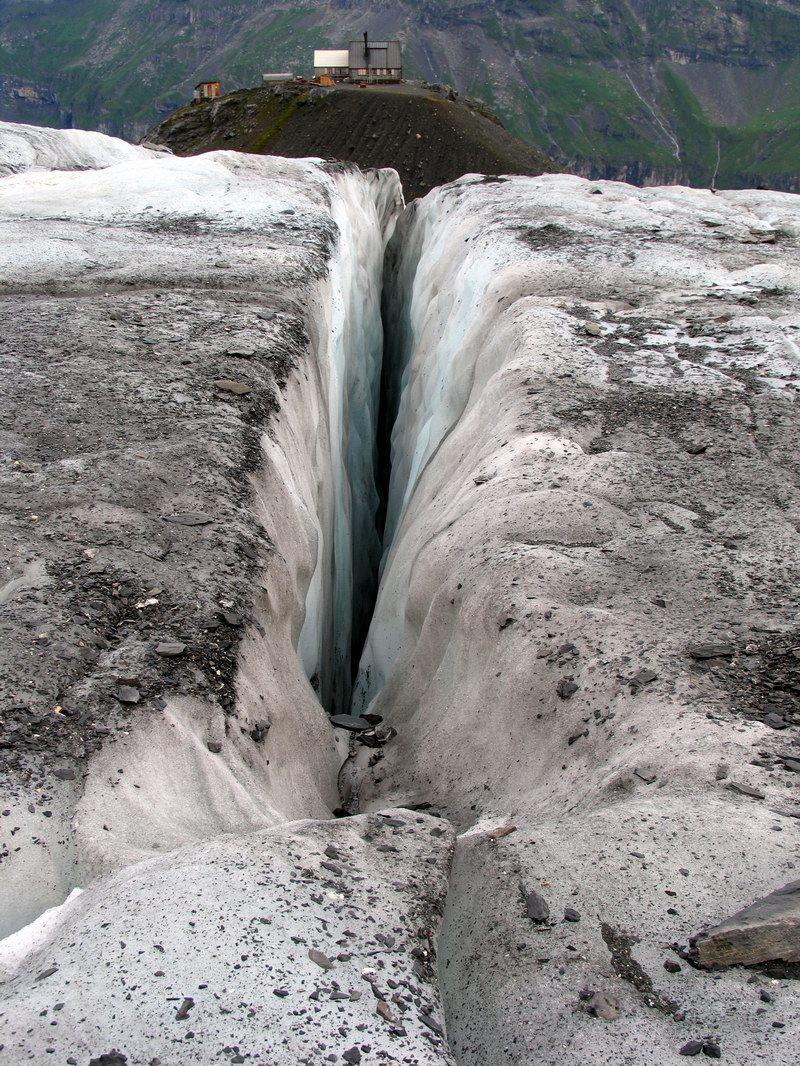
Una crevasse del glaciar Fründen en los Alpes suizos

Una crevasse (un galicismo que se puede traducir por «grieta profunda y vertical») es una línea de fractura en la masa helada de un glaciar. Las grietas se deben a los movimientos de los glaciares, que se rompen al adaptarse a la pendiente cuando esta se vuelve importante. Por lo general, son perpendiculares a la línea de pendiente. Van desde unos pocos centímetros a varios metros de ancho y su profundidad puede llegar hasta los 50 m y más. A menudo tienen paredes verticales o casi verticales, que a veces muestran los niveles que representan la estratigrafía del glaciar.
La crevasse es uno de los elementos más emblemáticos del alpinismo. Una crevasse abierta es una grieta que no está cubierta por la nieve y, generalmente, no es peligrosa. Una crevasse cerrada es la que se ha llenado de nieve formando lo que se llama puente de nieve; puede ser peligrosa si cede al paso de un alpinista, siendo aconsejable cruzarla por la mañana temprano, cuando la nieve aún está dura. Cualquiera que planee atravesar un glaciar debe de estar capacitado para el rescate en grietas.
Las grietas profundas pueden ser de los siguientes tipos:
- crevasses transversales, el tipo más común, que se forman en una zona de extensión donde el glaciar se acelera a medida que avanza pendiente abajo. Estas grietas se extienden a través del glaciar transversalmente a la dirección de avance.
- crevasses marginales, que se extienden hacia abajo desde el borde del glaciar, apuntando hacia lo alto del glaciar. Estas grietas se forman debido a la mayor velocidad del glaciar cerca de su línea central con respecto a su margen.
- crevasses longitudinales, paralelas al avance, que se forman cuando el ancho del glaciar se está expandiendo.

Se ha utilizado la mecánica de la fractura para estudiar el crecimiento de las grietas en los glaciares. La profundidad máxima de una grieta en seco, predicha a partir de una estimación de la resistencia a la fractura del hielo, es de unos 30 m (aunque se han observado de hasta 50 m). La presencia de agua en una crevasse puede aumentar significativamente su penetración. Llenas de agua, las crevasses pueden llegar a la parte inferior de los glaciares o de las capas de hielo y ofrecer una conexión hidrológica directa entre la superficie, donde se producen significativas fusiones en el verano, y el lecho del glaciar, donde esa agua adicional puede lubricar el lecho y acelerar el avance del hielo.
Cuando el hielo está muy agrietado, en particular en las zonas donde se acentúa la pendiente, las crevasses entrecortadas forman una acumulación de bloques o columnas de hielo en equilibrío inestable, llamados seracs.
Hay un tipo especial de crevasse, la rimaya, que es la línea de ruptura entre el hielo agarrado a la roca del circo de acumulación del glaciar y el hielo en movimiento de la lengua glaciar; puede llegar a alcanzar el lecho de roca.

## Otros usos
En Estados Unidos, también se emplea crevasse para describir las grietas que aparecen en los diques, y que es en especial usada en los diques que hay a lo largo del río Misisipi.
En Francia, el término es de uso general y se refiere a cualquier tipo de grieta profunda.